# Bracia patrzcie jeno
Bracia patrzcie jeno – kolęda polska.

## Historia
Tekst kolędy Bracia, patrzcie jeno przypisywany jest Franciszkowi Karpińskiemu. Autor wykorzystał motyw przybywających do stajenki pasterzy, znany z kanonicznej Ewangelii według św. Łukasza. Pierwszy raz pieśń została opublikowana wraz z zapisem melodii w Zbiorze pieśni z melodyjami Teofila Klonowskiego wydanym w 1858 roku. W wydanym w 1867 roku dwutomowym dziele Szczeble do nieba czyli zbiór pieśni z melodyjami w kościele rzymsko-katolickim od najdawniejszych czasów używanych Klonowski zamieścił zmienioną wersję melodii do Bracia, patrzcie jeno. Melodia Klonowskiego przyjęła się, chociaż wcześniej kolędę wykonywano z różnymi wersjami melodycznymi. Autorem jednej z nich był nieznany z imienia Dąbrowski, któremu przypisywane jest też autorstwo melodii do pieśni Archanioł Boży Gabriel oraz Boscy posłowie.
W 1904 roku tekst kolędy opublikował Karol Miarka w swoich wydanych w Mikołowie Kantyczkach. Kolędach i pastorałkach w czasie Świąt Bożego Narodzenia po domach śpiewanych z dodatkiem pieśni przygodnych w ciągu roku używanych. W 1943 tekst kolędy znalazł się w śpiewniku Kantyczki czyli Zbiór najpiękniejszych kolęd i pastorałek wydanym przez Józefa Cebulskiego w Krakowie.

## Wykonania
Kolęda znajduje się w repertuarze polskich wokalistów, którzy wydali ją na swoich albumach z muzyką świąteczną.
| Wykonawca                                                      | Album                                                                 | Rok      | Nośnik              |
| -------------------------------------------------------------- | --------------------------------------------------------------------- | -------- | ------------------- |
| Poznańskie Słowiki                                             | Hej kolęda, kolęda...                                                 | ok. 1969 | LP                  |
| „Mazowsze”                                                     | Mazowsze śpiewa kolędy                                                | ok. 1975 | LP                  |
| Wiesław Ochman                                                 | Kolędy polskie. Polish Christmas Carols                               | 1976     | LP                  |
| Adam Zwierz                                                    | Przybieżeli do Betlejem / Bracia patrzcie jeno                        | 1976     | pocztówka dźwiękowa |
| Alicja Majewska, Łucja Prus, Jerzy Połomski, Włodzimierz Korcz | Kolędy                                                                | 1988     | LP                  |
| Alibabki                                                       | Wesołych świąt                                                        | 1989     | LP                  |
| Halina Frąckowiak, Alicja Majewska, Andrzej Zaucha             | Kolędy w Teatrze STU                                                  | 1991     | LP                  |
| Stanisław Sojka                                                | Kolędy                                                                | 1992     | CD                  |
| Ewa Bem                                                        | Kolęda na cały rok                                                    | 1994     | CD                  |
| Edyta Geppert i debiutanci festiwalu Opole’95                  | Dzisiaj w Betlejem: kolędy                                            | 1995     | CD                  |
| Gang Marcela                                                   | Nastrój Świąt: kolędy i pastorałki                                    | 1997     | CD                  |
| Chór „Harfa”                                                   | Najpiękniejsze kolędy polskie: kolędy w wykonaniu tradycyjnym         | 1997     | CD                  |
| Jacek Lech                                                     | Kolędy                                                                | 1998     | CD                  |
| Anna Maria Jopek                                               | Dzisiaj z Betleyem                                                    | 1999     | CD                  |
| Wawele i ich goście                                            | Najpiękniejsze kolędy polskie                                         | 2000     | CD                  |
| Loch Camelot                                                   | Kolędy do śpiewania po domach                                         | 2003     | CD                  |
| Mateo Pospieszalski                                            | Kolędy solo                                                           | 2008     | CD                  |
| Golec uOrkiestra                                               | Koncert kolęd i pastorałek w Bazylice Jasnogórskiej (Special Edition) | 2015     | CD + DVD            |
| Pectus                                                         | podczas koncertów                                                     | 2015     | TV                  |
| Tulia                                                          | Nim Gwiazda Zgaśnie (limitowana edycja z autografem)                  | 2021     | CD                  |
| Enej                                                           | Bracia patrzcie jeno (Official video)                                 | 2021     | youtube             |